# Tango (yacht)
M/Y Tango är en superyacht tillverkad av Feadship i Nederländerna. Hon levererades 2011 till sin ägare Viktor Vekselberg, en rysk oligark. Superyachten designades helt av Harrison Eidsgaard. Tango är 77,7 meter lång och har en kapacitet upp till 14 passagerare fördelat på sju hytter. Den har en besättning på 20–22 besättningsmän.